# Idaea sinica
Idaea sinica là một loài bướm đêm trong họ Geometridae.